# طريق الزبير الركعي
طريق الزبير الركعي أو طريق البصرة الحفر هو طريق سيارات مُعبّد معاصر في محافظة البصرة بجنوب العراق، مسافته مئتا كيلومتر، كان يُسلك بين البصرة ونجد يبدأ من جنوب مدينة الزبير العراقية العراقية يمرّ بالبُطين، محاذياًً لغرب وادي الباطن محاذياً لطريق الحج البصري حتى ينتهي إلى منطقة خرجة بناحية بصية العراقية ثم يتصل بمنطقة الركعي في محافظة حفر الباطن السعودية، حيث يتجّه يتجّه إلى الرياض وبريدة، وكان هذا الطريق هو طريق السيارات بين العراق ونجد ثم ثُنّي بطريق سفوان إلى مدينة الكويت ثم الخروج من دولة الكويت إلى السعودية، ثم صار طريق مدينة الكويت هو الأوحد من الزبير إلى السعودية، وفي موسم الأمطار تكثر الخباري في ظهر وادي الباطن وفيه ظهور وأودية وفيضات على الطريق في البرجسية ثم الرتك وهليبة وجريشان وخبرة شمر داخل وادي الباطن وعذيبة والرحيل ثم أبرك الحبارى والشكاية والعبيد والعوجة إلى خرجة المقابلة لمنطقة الركعي، وحتى سنة 1949 كان هذا الطريق أحسن طرق البادية العراقية ولم يكن فيه عيب إلا قلة الماء. يتشعّب من طريق الزبير إلى الركعي طريقان، أحدهما من جريشان يتفرّع طريق غربي متجّه إلى بصية، والآخر من عذيبة والرحيل يتشعّب طريق إلى بصية وخضر الماء والرخيمية.
قال داود الربيعي في كتابه (قضاء الزبير) المنشور سنة 1978 "وكان لهذا الطريق أهمية كبيرة من الناحيتين الاقتصادية والاجتماعية، حيث سلكته الهجرات التي انطلقت من نجد الى الكويت ومدينة الزبير، وكوّنت المجتمع الأول في المدينة كما كانت تسلكه قوافل الحُجاج المنطلقة من القسم الجنوبي من العراق عن طريق الزبير وقد كسب هذا الطريق تلك الأهمية نتيجة لكونه واضح المعالم ولتوفر المياه الجوفية في معظم أجزائه، أما في الوقت الحاضر فتكاد تنعدم الحركة عليه تقريبا حيث لا يستخدم منه الا جزؤه الشمالي الذي تسلكه سيارات الكمارك والمهربين والتي تنقل الحصى".

## طريق الناصرية إلى الركعي
تُرك اتخاذ طريق الزبير الركعي منفذاً دولياً للعراق إلى الركعي بالسعودية، حتى 15 آب سنة 2021 حين ذكر مسؤول عراقي أن "العراق وصل الى مراحل متقدمة في عملية الاتفاق على افتتاح منفذ (عوجة الباطن) في المثلث الحدودي الذي يربط العراق والسعودية والكويت في صحراء محافظة المثنى ضمن حدود ناحية بصية" وذكروا أن الوصول إلى منفذ عوجة الباطن العراقي المقابل لمنفذ الركعي سيكون من طريق مدينة الناصرية لأنها الأقرب إلى المنفذ.

## معالم الحدود العراقية الكويتية
ذُكر طريق البصرة - الحفر في معالم الحدود بين العراق والكويت ثم العراق والسعودية، قال محمد رشيد الفيل في كتابه (الحدود: وجهة نظر جغرافية وجيوستراتيجية) "ثم ينعطف إلى الجنوب الغربي محاذياً الطريق العام القادم من قصر دريهم - حليبه ( ٢٠ )، ثم يتجه إلى الجنوب الغربي حتى وادي الباطن، ثم يسير في أعمق نقطة في الوادي ماراً بالمحل المسمى جريشان الواقع في رأس منخفض وادي الباطن ثم يتجه نحو الجنوب محاذياً الطريق المسمى بطريق البصرة - الحفر ( داخل نجد ) وهكذا ينحدر في وسط الباطن تاركاً تل اذهبية من جهة الغرب الى ان يمر من خشم ابراك الحباري ثم ينعطف الى الجنوب الغربي حتى يتصل بنقطة ملتقى الحدود العراقية ـ النجدية برأس منطقة الحياد في نقطة تسمى العوجة أي ( ملتقى العوجة الباطن ) ووادي الباطن.".